# ポルケッタ
ポルケッタ（伊: Porchetta、イタリア語発音: [porˈketta]）は、風味がよく、脂肪の多い、しっとりとした骨なしのポークローストで、イタリアの伝統料理である。豚肉は骨を取り除き、肝臓、野生のフェンネル、すべての脂肪と皮を詰めた状態で慎重に配置し、串焼きおよび/またはローストする。ポルケッタは通常、ニンニク、ローズマリー、フェンネル、または他の多くの場合は野生のハーブを詰めたものに加えて、強く塩を加える。
ポルケッタは、イタリアの農林水産省により、伝統的なアグロアリメンターレトラディツィオナーレ（「伝統的な農業食品」、文化的関連性を持つとされている伝統的なイタリア料理の1つ）として選ばれた。

## イタリア

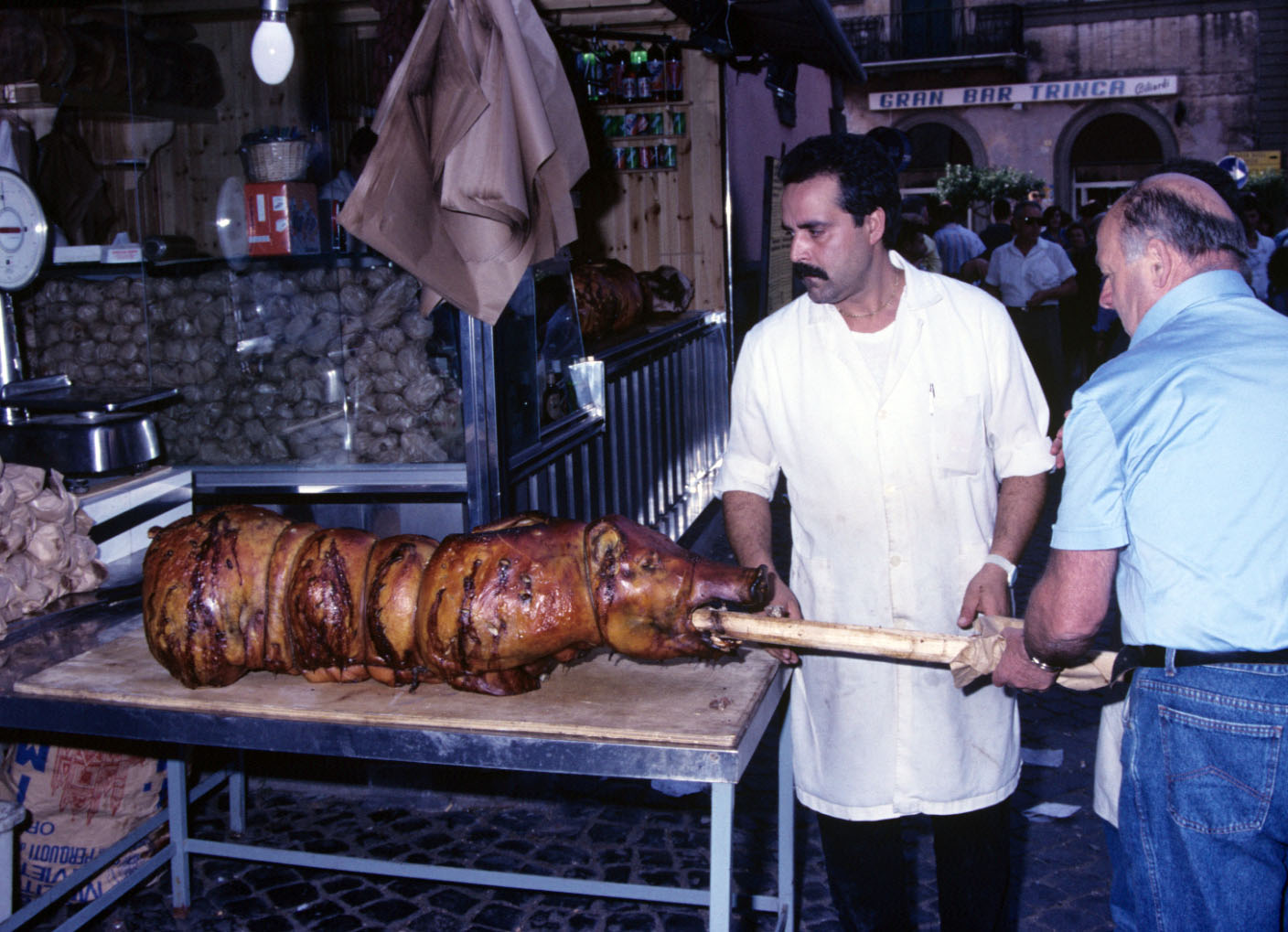
ポルケッタ

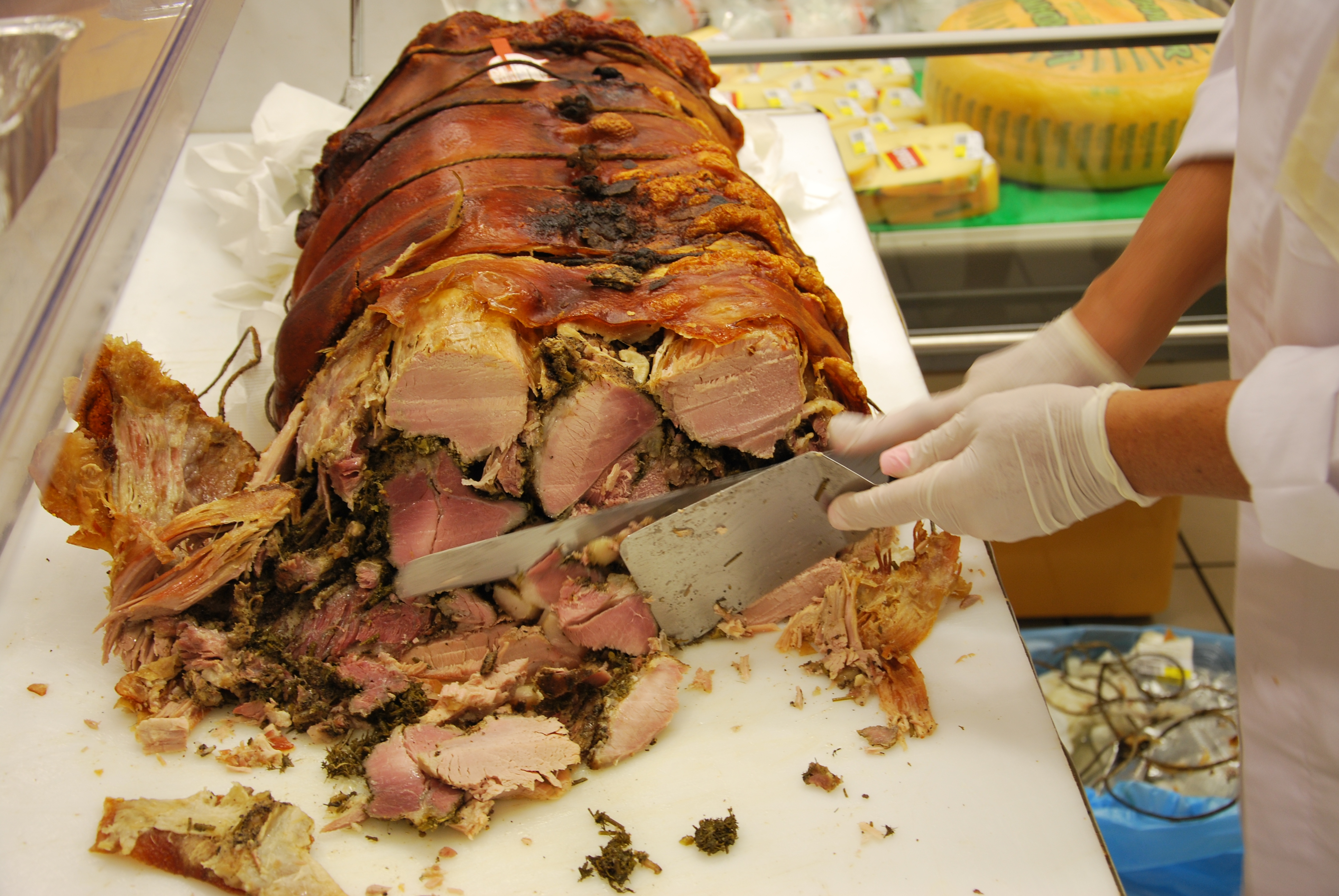
ポルケッタ

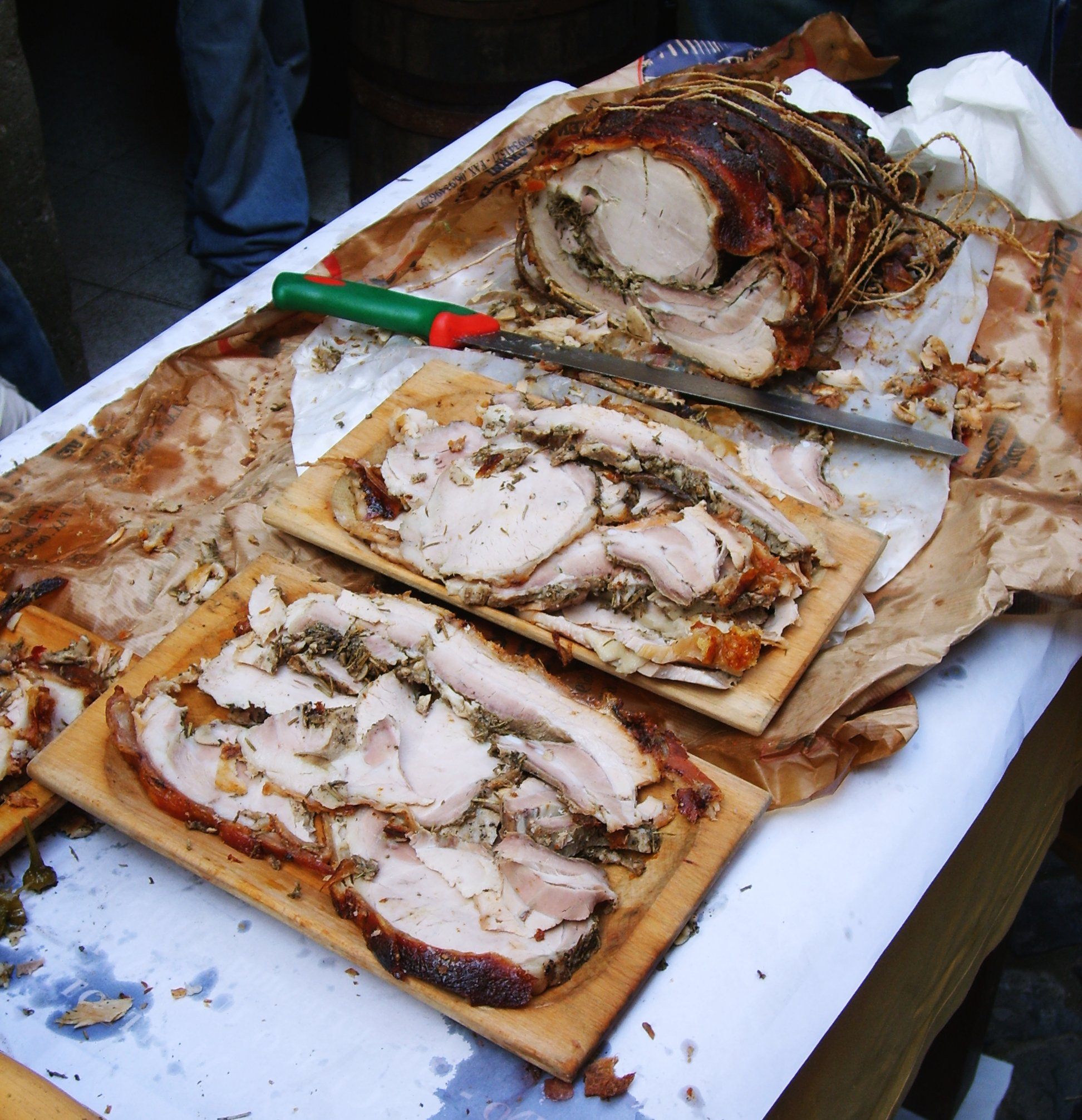
ポルケッタ

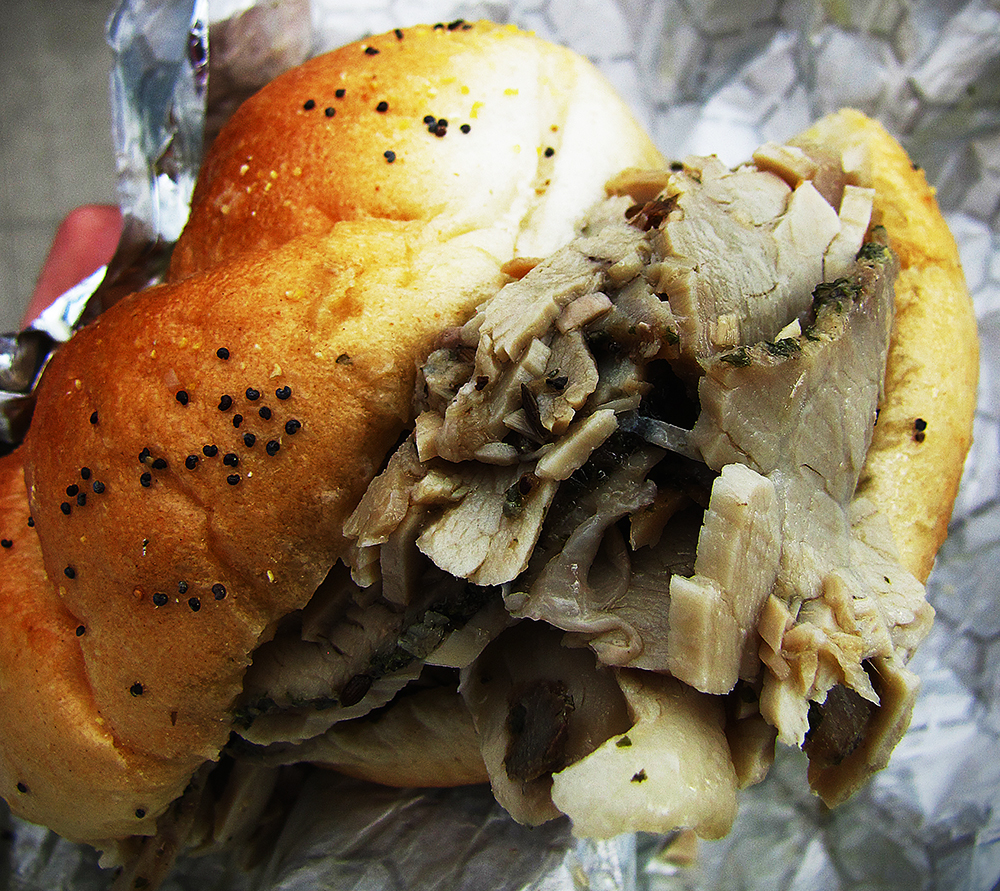
ポルケッタサンドイッチのクローズアップ。

全国的に人気があるが、ポルケッタはイタリア中部で始まり、アリッチャが最も密接に関係している町である。他の場所では、お祝い料理と見なされる。イタリアでは、ポルケッタは、特に公共の展示会や休暇中に、通常は白く塗られたバンでピッチャーによって販売され、パニーノで提供される。それはローマで一般的な屋台の食べ物であり、ラツィオはピザビアンカの詰め物として役立つ。また、多くの家庭で肉料理として、またはピクニック用の料理の一部としても食べられる。 
ポルケッタは、羊のチーズペコリーノロマーノとともにラツィオ地方の2つの象徴的な料理の1つであるポルケッタもアブルッツォで一般的である。ポルケッタアブルッツェーゼは、一般的にローズマリー、ニンニク、コショウでゆっくりとローストされる。ウンブリア州のポルケッタには、豚の刻んだ内臓とラード、ニンニク、塩、コショウと野生のフェンネルがたっぷりと詰められる。 
ポルケッタトレビジャーナ（トレウィーソから）は1919年に開発された。その中で、豚は1歳になると屠殺され、その肉には塩、コショウ、野生のフェンネル、ニンニク、白ワインが詰められる。その後、オーブンで90 °C (194 °F) ℃で7時間加熱する。ポルケッタは今日、ヴェネツィア料理で人気のある料理である。 
この料理はサルデーニャ料理の定番でもある。そこでは「ポルセドゥ」と呼ばれ、ジュニパーとマートルの薪の火で焼かれる。

## 北米
ポルケッタは、20世紀初頭のイタリア人移民、特にアブルッツォからの移民によって米国に紹介され、「イタリアンポーク」、「ローストポーク」、または「イタリアンローストポーク」と呼ばれることもある。多くの場所で、グリーン（ラピニまたはほうれん草）とプロボローネチーズのサンドイッチで出される。 
フィラデルフィアとその周辺地域では、料理は通常、単に「ローストポーク」、「ローストポークサンドイッチ」、「イタリアンローストポーク」、「ローストポークイタリアン」、「ローストポーク」、または「ポーチェッタ」と呼ばれる。フィラデルフィア料理では、サンドイッチ形式のポルケッタが有名で、通常はイタリアンロールで提供され、ホウレンソウの代わりにブロッコリーラーブが添えられることが多く、伝統的には地元で作られた鋭いプロボローネが使用される。「ローストポーク」は、フィラデルフィアのイタリア系アメリカ人とサウスフィラデルフィアの料定番理である。リーディングターミナルマーケットのDiNicのローストポークやジョンのローストポークなどのレストランがある。サウスフィラデルフィアのトニールークは、ポルチエッタまたは「ローストポーク」サンドイッチで有名である。 
コネチカット州ブリッジポートには、20世紀初頭のイタリア移民の最初の波にさかのぼるコミュニティレストランや居酒屋で提供されるポルケッタサンドイッチの土曜日の午後のランチの伝統がある。料理はペパロンチーニと一緒に出される。 
ポルケッタとローストビーフのサンドイッチの伝統は、毎年3月の第1土曜日に、ポーケッタプロジェクトが主催するコネチカット州のブリッジポートで毎年開催されるバスツアーの形で祝われる。 
メトロウエストマサチューセッツには、ポルケッタの熱烈なファンがいる。地元の組織は、非常に人気があり、出席者が多い資金調達者として、ポルケッタディナーをしばしば開催している。地元の多くの店が、購入または調理または未調理のローストを作っている。注目すべき地域は、どちらもイタリア人の人口が多いマサチューセッツ州ミルフォードとフラミンガムである。使用されるスパイスはこのエリア内で大きく異なる。ニンニク、黒コショウ、塩、フェンネル、ローズマリー、セージを加えたものもあれば、ニンニク、塩、コショウ、フェンネルのみを使用するものもある。フェンネル植物の茎は、しばしばフェンネル種子の代わりに使用される。これらの地元のローストは、ボストンのお尻、または豚の肩から作られている。 
ポルケッタは、オンタリオ北部（特にサドベリーとスーセントマリー）と南オンタリオ（ハミルトンやセントキャサリンなどの地域）でも非常に人気があり、「ポルケッタ」という用語は、単に「ローストポーク」ではなく、イタリア系カナダ人によって広く使用されている。ポルケッタは、アッパーミッドウェストでも人気があり、イタリアの移民によってミシガン州とミネソタ州の鉄鉱山に持ち込まれた。 
サドベリーには、おそらく発祥地のイタリア以外のどこよりも深くポルケッタ文化が根付いている。イタリア人入植者たちは、この地域の子供たちや友人たちにポルケッタへの愛情を伝えた。スパイシー、ローリング、ローストの古い家族の秘密が伝わって、商業的に肉屋や、地元のさまざまな店で提供されているファーストフードサンドイッチの形にまで広がっている。伝統的なカナダの肉のドローのバリエーションである「ポルケッタビンゴ」は、サドベリーで人気の土曜日の午後のアクティビティである。ゲームの勝者は、1ポンドのポーケッタとサワー種のパンを受け取る。施設にもよるが、通常はそれぞれ6ゲームを4ラウンドから7ラウンド行う。ポルケッタビンゴの収益は通常、地元の慈善団体に寄付されるか、地元のホッケー協会に寄付される。               